# Eduard Wassiljewitsch Frisch

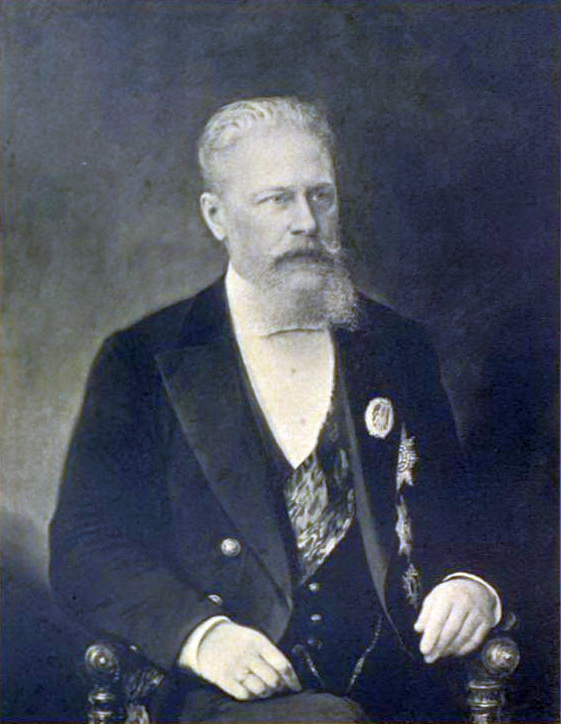
Porträt des Eduard Wassiljewitsch Frisch (1901)

Eduard Wilhelm Frisch sowie auch Eduard Wassiljewitsch Frisch (russisch Эдуард Васильевич Фриш, * 14.jul. / 26. Januar 1833greg. in Riga; † 18.jul. / 31. März 1907greg. in Sankt Petersburg) war ein deutsch-baltischer Jurist und Politiker. Frisch wirkte als Vorsitzender des Staatsrates (deutsch auch Reichsrat) im Russischen Kaiserreich von 1906 bis 1907.
Er begann seine Karriere im Staatsapparat 1853 und war unter anderem 1857 als Staatsanwalt im Gouvernement Astrachan eingesetzt.